# Усијане главе
Усијане главе је играна дечија и хумористичка телевизијска серија од 12 получасовних епизода која прати живот пубертетлија и све перипетије које сналазе два другара Кокана и Ралета као и њихове породице Трумбиће и Пантиће.
То је серија о другарству, односима у породици и о првим симпатијама, заљубљивању. На духовит и пријемчив начин говори о осетљивом добу одрастања и свих проблема који се тада јављају деци.

## Улоге
| Глумац               | Улога                        |
| -------------------- | ---------------------------- |
| Оливер Томић         | Кокан (1 еп. 1977)           |
| Ана Лазић            | Јасна (1 еп. 1977)           |
| Зоран Радмиловић     | Обрад Трумбић (1 еп. 1977)   |
| Мирјана Вукојчић     | Драгица Трумбић (1 еп. 1977) |
| Марко Тодоровић      | Деда (1 еп. 1977)            |
| Јована Петровић      | Близнакиња 1 (1 еп. 1977)    |
| Милена Петровић      | Близнакиња 2 (1 еп. 1977)    |
| Чедомир Петровић     | Сретен (1 еп. 1977)          |
| Дина Рутић           | Дивна (1 еп. 1977)           |
| Лела Лалевић         | Јадранка (1 еп. 1977)        |
| Босиљка Боци         | Тетка Кока (1 еп. 1977)      |
| Горан Јевтић         | Трле (1 еп. 1977)            |
| Карло Булић          | Ноно (1 еп. 1977)            |
| Татјана Верховшек    | Славица (1 еп. 1977)         |
| Катарина Антонијевић | Тања (1 еп. 1977)            |
| Ненад Огњeновић      | Здравко (1 еп. 1977)         |
| Владимир Бајић       | Влада (1 еп. 1977)           |
| Предраг Лаковић      | Разредни (1 еп. 1977)        |
| Дарко Ракоњац        | Мићун (1 еп. 1977)           |

 Остале улоге  ▼
| Глумац                   | Улога                              |
| ------------------------ | ---------------------------------- |
| Јован Јанићијевић Бурдуш | Мићунов отац (1 еп. 1977)          |
| Власта Велисављевић      | Бомбонџија Ива (1 еп. 1977)        |
| Тана Маскарели           | Бака са овцом (1 еп. 1977)         |
| Милан Лане Гутовић       | Бумбаширевић (1 еп. 1977)          |
| Предраг Мики Манојловић  | Миланче (1 еп. 1977)               |
| Оливера Јежина           | Сестра 1 (1 еп. 1977)              |
| Дубравка Живковић        | Сестра 2 (1 еп. 1977)              |
| Бранислав Вукашиновић    | ТВ репортер (1 еп. 1977)           |
| Гордана Боци             | Продавачица сладоледа (1 еп. 1977) |
| Сава Анђелковић          | Радник Сава (1 еп. 1977)           |
| Вељко Маринковић         | Поштар (1 еп. 1977)                |

Комплетна ТВ екипа  ▼
| Редитељ    | Вера Белогрлић      | (1 еп. 1977)            |
| Сценариста | Владимир Манојловић | (1 еп. 1977)            |
| Сценариста | Мира Оташевић       | (непознат број епизода) |
| Сценариста | Зоран Станојевић    | (непознат број епизода) |
| Композитор | Александар Кораћ    | (непознат број епизода) |
| Сценограф  | Гордана Поповић     | (непознат број епизода) |